# Casa Manchada
Casa Manchada es una película española de drama, dirigida por José Antonio Nieves Conde y protagonizada en los papeles principales por Stephen Boyd, Sara Lezana y Carmen de la Maza. Pese a haberse finalizado el rodaje y la producción en 1975 no se estrenó comercialmente hasta 1980, lo que provocó su fracaso comercial.
Está basada en la novela 'Todos morían en Casa Manchada' del escritor español Emilio Romero Gómez.

## Sinopsis
Al finalizar la guerra civil española, Álvaro, que ha luchado en el bando nacional, regresa a Casa Manchada, la residencia de su familia para reunirse con los suyos. Su mujer Elvira ha esperado impaciente su regreso, aunque con el dolor de no haberse quedado embarazada. Ese es uno de los motivos por los que Álvaro se siente frustrado. Los habitantes del pueblo afirman que la Casa Manchada es un lugar sobre el que pesa una maldición, ya que todos los cabeza de familia han fallecido de una forma violenta. Un día, Álvaro sale de cacería y se encuentra a una joven mujer, Laura, que ha sufrido heridas al caer por un barranco y la lleva a su casa para cuidarla.

## Reparto
- Stephen Boyd como Álvaro.
- Sara Lezana como Laura.
- Carmen de la Maza como Elvira.
- Paola Senatore como Rosa.
- George Rigaud como	Jerónimo.
- Ricardo Merino como Nacho.
- Mary Paz Pondal como La Negra.
- Roberto Camardiel como Sargento.
- Rafael Navarro como Gobernador.
- Alfonso del Real como Quique.
- Montserrat Julió como Adela.
- Santiago Ontañón como Hombre rico.
- José Yepes como Francisco.